# Józef Górka (1888–1942)
Józef Górka, ps. Spokojny (ur. 8 marca 1888 w Bożej Woli, zm. 16 października 1942 w Warszawie) – działacz komunistyczny i związkowy.

## Życiorys
Nie uczęszczał do szkoły, był samoukiem. Pracował od ósmego roku życia jako pastuch, później masarz i szewc. Brał udział w wystąpieniach radomskich robotników podczas rewolucji 1905. Od 1910 w Warszawie. W 1916 wstąpił do SDKPiL. 1916–1918 brał udział w manifestacjach tej partii. 
Od grudnia 1918 członek Zarządu Sekcji Szewców i Kamaszników i "techniki" KPP i działacz Związku Zawodowego Robotników Przemysłu Skórzanego. Brał udział w wielu strajkach. Od 1926 do rozwiązania KPP w 1938 zabezpieczał pobyt i obrady kierownictwa tej partii. 
Podczas okupacji współpracował ze Stowarzyszeniem Przyjaciół ZSRR i RRR-Ch „Młot i Sierp” i organizował komunistyczne kółka szewskie. Od kwietnia 1942 członek PPR. Przechowywał i przewoził ulotki i gazety PPR i broń. 29 września 1942 został aresztowany przez gestapo, a 16 października 1942 powieszony publicznie wraz z 49 innymi osobami. Pochowany na cmentarzu Wojskowym na Powązkach (kwatera C 6-2-9).
11 października 1946 został pośmiertnie odznaczony Orderem Krzyża Grunwaldu III klasy.